# Arthur P. Lamneck

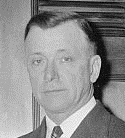
Arthur P. Lamneck

Arthur Philip Lamneck (* 12. März 1880 in Port Washington, Tuscarawas County, Ohio; † 23. April 1944 in Columbus, Ohio) war ein US-amerikanischer Politiker. Zwischen 1931 und 1939 vertrat er den Bundesstaat Ohio im US-Repräsentantenhaus.

## Werdegang
Arthur Lamneck besuchte die öffentlichen Schulen seiner Heimat und danach bis 1897 die Port Washington High School. Zwischen 1907 und 1929 arbeitete er in Columbus in der Metallindustrie. Gleichzeitig schlug er als Mitglied der Demokratischen Partei eine politische Laufbahn ein. Zwischen 1913 und 1921 gehörte er dem Stadtrat von Columbus an und im Jahr 1924 nahm er als Delegierter an der Democratic National Convention in New York teil.
Bei den Kongresswahlen des Jahres 1930 wurde Lamneck im zwölften Wahlbezirk von Ohio in das US-Repräsentantenhaus in Washington, D.C. gewählt, wo er am 4. März 1931 die Nachfolge des Republikaners John C. Speaks antrat. Nach drei Wiederwahlen konnte er bis zum 3. Januar 1939 vier Legislaturperioden im Kongress absolvieren. Diese waren anfangs von den Ereignissen der Weltwirtschaftskrise geprägt. Seit 1933 wurden viele der New-Deal-Gesetze der Roosevelt-Regierung verabschiedet. Im Jahr 1935 wurden erstmals die Bestimmungen des 20. Verfassungszusatzes angewendet, wonach die Legislaturperiode des Kongresses jeweils am 3. Januar endet bzw. beginnt.
1938 wurde Arthur Lamneck nicht wiedergewählt. Nach dem Ende seiner Zeit im US-Repräsentantenhaus arbeitete er im Kohlehandel. Im Jahr 1940 strebte er erfolglos die Rückkehr in den Kongress an. Drei Jahre später kandidierte er ebenfalls ohne Erfolg in den Vorwahlen seiner Partei für das Amt des Bürgermeisters von Columbus. Er starb am 23. April 1944 und wurde in seinem Geburtsort Port Washington beigesetzt.